# Liste der Baudenkmale in der Ortschaft Nordost
In der Liste sind die Baudenkmale in der Ortschaft Nordost der niedersächsischen Stadt Salzgitter aufgelistet. Die Einträge in den Listen basieren auf dem Denkmalatlas Niedersachsen. Der Stand der Liste ist der 28. Juni 2022.

## Legende
In den Spalten befinden sich folgende Informationen:
- Lage: die Adresse des Baudenkmales und die geographischen Koordinaten. Kartenansicht, um Koordinaten zu setzen. In der Kartenansicht sind Baudenkmale ohne Koordinaten mit einem roten Marker dargestellt und können in der Karte gesetzt werden. Baudenkmale ohne Bild sind mit einem blauen Marker gekennzeichnet, Baudenkmale mit Bild mit einem grünen Marker.
- Bezeichnung: Bezeichnung des Baudenkmales
- Beschreibung: die Beschreibung des Baudenkmales. Unter § 3 Abs. 2 NDSchG werden Einzeldenkmale und unter § 3 Abs. 3 NDSchG Gruppen baulicher Anlagen und deren Bestandteile ausgewiesen.
- ID: die Objekt-ID des Baudenkmales
- Bild: ein Bild des Baudenkmales, ggf. zusätzlich mit einem Link zu weiteren Fotos des Baudenkmals im Medienarchiv Wikimedia Commons. Wenn man auf das Kamerasymbol klickt, können Fotos zu Baudenkmalen aus dieser Liste hochgeladen werden:

## Beddingen

### Gruppe: Kirchhof Beddingen
Baudenkmal (Gruppe):

| Lage                                           | Bezeichnung        | Beschreibung | ID       | Bild           |
| ---------------------------------------------- | ------------------ | ------------ | -------- | -------------- |
| An der Petrikirche 52° 11′ 2″ N, 10° 25′ 11″ O | Kirchhof Beddingen |              | 31190851 | Weitere Bilder |

Baudenkmale (Einzeln):

| Lage                                           | Bezeichnung    | Beschreibung | ID       | Bild           |
| ---------------------------------------------- | -------------- | --- | -------- | -------------- |
| An der Petrikirche 52° 11′ 2″ N, 10° 25′ 10″ O | Kirche         | Die Kirche lag ursprünglich am westlichen Rand des Ortes, die Bauzeit der ersten Kirche ist unbekannt. Der Turm wurde 1593/94 erbaut. Im 30-jährigen Krieg wurde das Kirchenschiff zerstört. Der Neubau wurde etwas schmaler und niedriger erbaut als die Vorgängerkirche. | 31219814 | Weitere Bilder |
| An der Petrikirche 52° 11′ 2″ N, 10° 25′ 10″ O | Kirchhof       | Freude-Glocke von 1923 der St.-Petri-Kirche | 31219875 |                |
| An der Petrikirche 52° 11′ 2″ N, 10° 25′ 11″ O | Grabstein      | | 31219854 | BW             |
| An der Petrikirche 52° 11′ 2″ N, 10° 25′ 12″ O | Kriegerdenkmal | | 31219835 | BW             |

### Gruppe: An der Petrikirche 1/3
Baudenkmal (Gruppe):

| Lage                        | Bezeichnung            | Beschreibung | ID       | Bild |
| --------------------------- | ---------------------- | ------------ | -------- | ---- |
| 52° 11′ 1″ N, 10° 25′ 14″ O | An der Petrikirche 1/3 |              | 31191645 | BW   |

Baudenkmale (Einzeln):

| Lage                                             | Bezeichnung  | Beschreibung | ID       | Bild |
| ------------------------------------------------ | ------------ | ------------ | -------- | ---- |
| An der Petrikirche 3 52° 11′ 1″ N, 10° 25′ 14″ O | Wohnhaus     |              | 31219912 | BW   |
| An der Petrikirche 3 52° 11′ 1″ N, 10° 25′ 15″ O | Scheune      |              | 31219930 | BW   |
| An der Petrikirche 1 52° 11′ 1″ N, 10° 25′ 14″ O | Stallscheune |              | 31219894 | BW   |

### Gruppe: Schule Beddingen
Baudenkmal (Gruppe):

| Lage                                       | Bezeichnung      | Beschreibung | ID       | Bild |
| ------------------------------------------ | ---------------- | ------------ | -------- | ---- |
| Thingstraße 13 52° 11′ 0″ N, 10° 25′ 22″ O | Schule Beddingen |              | 31191631 | BW   |

Baudenkmale (Einzeln):

| Lage                                       | Bezeichnung  | Beschreibung | ID       | Bild |
| ------------------------------------------ | ------------ | ------------ | -------- | ---- |
| Thingstraße 13 52° 11′ 0″ N, 10° 25′ 22″ O | Schule       |              | 31220325 | BW   |
| Thingstraße 13 52° 11′ 0″ N, 10° 25′ 21″ O | Nebengebäude |              | 31220347 | BW   |
| Thingstraße 13 52° 11′ 0″ N, 10° 25′ 22″ O | Schulhof     |              | 31226607 | BW   |
| Thingstraße 13 52° 11′ 1″ N, 10° 25′ 23″ O | Baumgarten   |              | 31226092 | BW   |

### Gruppe: Gut Beddingen
Baudenkmal (Gruppe):

| Lage                         | Bezeichnung   | Beschreibung | ID       | Bild |
| ---------------------------- | ------------- | ------------ | -------- | ---- |
| 52° 10′ 52″ N, 10° 25′ 26″ O | Gut Beddingen |              | 31190864 | BW   |

Baudenkmale (Einzeln):

| Lage                                         | Bezeichnung  | Beschreibung | ID       | Bild |
| -------------------------------------------- | ------------ | ------------ | -------- | ---- |
| Am Klint 12 52° 10′ 54″ N, 10° 25′ 25″ O     | Wohnhaus     |              | 31220036 | BW   |
| Am Klint 12 52° 10′ 52″ N, 10° 25′ 24″ O     | Stallscheune |              | 31219796 | BW   |
| Gartenstraße 21 52° 10′ 52″ N, 10° 25′ 26″ O | Herrenhaus   |              | 31219969 | BW   |
| Gartenstraße 21 52° 10′ 52″ N, 10° 25′ 27″ O | Scheune      |              | 31219993 | BW   |
| Gartenstraße 21 52° 10′ 51″ N, 10° 25′ 29″ O | Garten       |              | 31220162 | BW   |
| Gartenstraße 21 52° 10′ 52″ N, 10° 25′ 29″ O | Pavillon     |              | 31225323 | BW   |
| Gartenstraße 21 52° 10′ 52″ N, 10° 25′ 30″ O | Einfriedung  |              | 31224897 | BW   |
| Gartenstraße 21 52° 10′ 50″ N, 10° 25′ 26″ O | Park         |              | 31225340 | BW   |

### Gruppe: Hofanlage Hohle Straße 8
Baudenkmal (Gruppe):

| Lage                                        | Bezeichnung              | Beschreibung | ID       | Bild |
| ------------------------------------------- | ------------------------ | ------------ | -------- | ---- |
| Hohle Straße 8 52° 10′ 56″ N, 10° 25′ 34″ O | Hofanlage Hohle Straße 8 |              | 31190611 | BW   |

Baudenkmale (Einzeln):

| Lage                                        | Bezeichnung | Beschreibung | ID       | Bild |
| ------------------------------------------- | ----------- | ------------ | -------- | ---- |
| Hohle Straße 8 52° 10′ 56″ N, 10° 25′ 34″ O | Wohnhaus    |              | 31220200 | BW   |
| Hohle Straße 8 52° 10′ 56″ N, 10° 25′ 35″ O | Scheune     |              | 31220221 | BW   |

### Baudenkmale (Einzeln)
| Lage                                             | Bezeichnung              | Beschreibung | ID       | Bild |
| ------------------------------------------------ | ------------------------ | ------------ | -------- | ---- |
| An der Petrikirche 7 52° 11′ 3″ N, 10° 25′ 14″ O | Wohn-/Wirtschaftsgebäude |              | 31219948 | BW   |
| Thingstraße 15 52° 11′ 0″ N, 10° 25′ 20″ O       | Wohnhaus                 |              | 31220366 | BW   |
| Thingstraße 9 52° 11′ 0″ N, 10° 25′ 25″ O        | Wohnhaus                 |              | 31220284 | BW   |
| Hafenstraße 26 52° 11′ 0″ N, 10° 25′ 30″ O       | Stallscheune             |              | 31220096 | BW   |
| Hohle Straße 12 52° 10′ 55″ N, 10° 25′ 32″ O     | Wohn-/Wirtschaftsgebäude |              | 31220242 | BW   |
| Hafenstraße 11 52° 10′ 59″ N, 10° 25′ 40″ O      | Landarbeiterhaus         |              | 31220075 | BW   |
| Hafenstraße 7 52° 10′ 59″ N, 10° 25′ 43″ O       | Wohnhaus                 |              | 31220054 | BW   |
| Hallafeld 14 52° 10′ 53″ N, 10° 25′ 43″ O        | Wohnhaus                 |              | 31220138 | BW   |
| Hallafeld 14 52° 10′ 53″ N, 10° 25′ 44″ O        | Hofpflasterung           |              | 31225672 | BW   |
| Hallafeld 10 52° 10′ 51″ N, 10° 25′ 43″ O        | Wohn-/Wirtschaftsgebäude |              | 31220117 | BW   |

## Sauingen

### Baudenkmale (Einzeln)
| Lage                                         | Bezeichnung       | Beschreibung | ID       | Bild           |
| -------------------------------------------- | ----------------- | --- | -------- | -------------- |
| An der Kirche 2 52° 11′ 28″ N, 10° 24′ 45″ O | St.-Paulus-Kirche | Die Bauzeit der Kirche ist nicht bekannt. Im 17. Jh. wurden die gotischen Spitzbogenfenster zugemauert und stattdessen größere Fenster eingebaut. Die heutige Gestalt erhielt die Kirche bei der Renovierung 1803, dabei wurde an der Westseite des Turms der heutige Eingang geschaffen. | 31217687 | Weitere Bilder |
| An der Kirche 1 52° 11′ 26″ N, 10° 24′ 47″ O | Scheune           | | 31217665 | BW             |

## Thiede

### Gruppe: Stift Steterburg
Baudenkmal (Gruppe):

| Lage                         | Bezeichnung      | Beschreibung | ID       | Bild           |
| ---------------------------- | ---------------- | --- | -------- | -------------- |
| 52° 11′ 36″ N, 10° 28′ 25″ O | Stift Steterburg | Das Stift Steterburg war ein Frauenstift in Steterburg, einer ehemaligen Gemeinde von Thiede. Es wurde um das Jahr 1000 von Frederunda von Oelsburg († 16. März 1020) erbaut. Mit der Einführung der Reformation 1568 wurde das Kloster in ein evangelisches Damenstift umgewandelt. 1938 wurde das Jungfrauenstift aufgelöst und die Gebäude durch die Reichswerke Hermann Göring genutzt. Seit 1955 gehört ein Teil der Evangelisch-lutherischen Landeskirche Braunschweig. | 31191501 | Weitere Bilder |

Baudenkmale (Einzeln):

| Lage                                        | Bezeichnung | Beschreibung | ID       | Bild           |
| ------------------------------------------- | ----------- | --- | -------- | -------------- |
| Stift 2 52° 11′ 37″ N, 10° 28′ 25″ O        | Kirche      | Die Kirche wird seit 1939 als Pfarrkirche der evangelischen Gemeinde Steterburg genutzt. Bis 1980 trug die Kirche den Namen der Schutzheiligen des Stiftes „St. Christophorus und St. Jacobus minor“. | 31217955 | Weitere Bilder |
| Stift 7 52° 11′ 36″ N, 10° 28′ 26″ O        | Wohnhaus    | Stiftsdamenhaus, ehem. | 31218010 | BW             |
| Stift 6 52° 11′ 35″ N, 10° 28′ 25″ O        | Wohnhaus    | ehemaliges Wohnhaus der Äbtissin, erbaut 1691 | 31217992 | Weitere Bilder |
| Stift 3 52° 11′ 36″ N, 10° 28′ 24″ O        | Wohnhaus    | Stiftsdamenhaus, ehem. | 31217974 | BW             |
| Am Alten Tor 5 52° 11′ 38″ N, 10° 28′ 24″ O | Wohnhaus    | | 31217746 | BW             |
| Am Alten Tor 4 52° 11′ 38″ N, 10° 28′ 25″ O | Wohnhaus    | | 31217727 | BW             |
| Stift 1 52° 11′ 38″ N, 10° 28′ 26″ O        | Wohnhaus    | | 31217937 | BW             |

### Gruppe: Gut Thiede
Baudenkmal (Gruppe):

| Lage                         | Bezeichnung | Beschreibung | ID       | Bild |
| ---------------------------- | ----------- | ------------ | -------- | ---- |
| 52° 11′ 15″ N, 10° 28′ 54″ O | Gut Thiede  |              | 31190707 |      |

Baudenkmale (Einzeln):

| Lage                                        | Bezeichnung | Beschreibung | ID       | Bild |
| ------------------------------------------- | ----------- | ------------ | -------- | ---- |
| Panscheberg 14 52° 11′ 15″ N, 10° 28′ 55″ O | Herrenhaus  |              | 31217875 | BW   |
| Panscheberg 14 52° 11′ 15″ N, 10° 28′ 53″ O | Park        |              | 31217896 | BW   |

### Baudenkmale (Einzeln)
| Lage                                                | Bezeichnung      | Beschreibung | ID       | Bild           |
| --------------------------------------------------- | ---------------- | --- | -------- | -------------- |
| Frankfurter Straße 78 52° 11′ 2″ N, 10° 29′ 10″ O   | St.-Georg-Kirche | Die Bauzeit der Kirche ist nicht bekannt. Der westliche Teil des Kirchenschiffes ist romanischen Ursprungs, der östliche Teil ist in frühgotischer Zeit entstanden. Das Kirchenschiff ist aus Bruchsteinen gemauert, der 1858 gebaute Turm aus behauenen Quadern. Die Kirche wurde 1970/71 grundlegend renoviert. | 31217808 | Weitere Bilder |
| Frankfurter Straße 79 52° 11′ 1″ N, 10° 29′ 6″ O    | Wohnhaus         | | 31217830 | BW             |
| Frankfurter Straße 76 52° 11′ 3″ N, 10° 29′ 9″ O    | Wohnhaus         | Gemeindehaus der Kirche | 31217787 | BW             |
| Riedestraße 15 52° 11′ 11″ N, 10° 28′ 56″ O         | Wohnhaus         | | 31217914 | BW             |
| Wolfenbütteler Straße 2 52° 11′ 14″ N, 10° 29′ 6″ O | Wohnhaus         | | 31218070 | BW             |
| Thiederhall 2 52° 10′ 43″ N, 10° 29′ 16″ O          | Wohnhaus         | Wohnhaus des Betriebsleiters | 31218049 | BW             |
| Thiederhall 1 52° 10′ 41″ N, 10° 29′ 16″ O          | Wohnhaus         | Ehemaliges Direktorenwohnhaus des Kaliwerks Thiederhall | 31218028 | Weitere Bilder |
| Lindenberg 52° 11′ 31″ N, 10° 29′ 39″ O             | Wasserturm       | | 31217853 |                |

## Üfingen

### Gruppe: Ortskern Üfingen
Baudenkmal (Gruppe):

| Lage                        | Bezeichnung      | Beschreibung | ID | Bild |
| --------------------------- | ---------------- | ------------ | -- | ---- |
| 52° 12′ 7″ N, 10° 24′ 39″ O | Ortskern Üfingen |              |    | BW   |

Baudenkmale (Einzeln):

| Lage                                        | Bezeichnung | Beschreibung | ID       | Bild           |
| ------------------------------------------- | ----------- | --- | -------- | -------------- |
| Rittergutsweg 2 52° 12′ 6″ N, 10° 24′ 39″ O | Kirche      | Bei der Kirche handelt es sich um eine rechteckige Saalkirche aus Bruchsteinmauerwerk und Fachwerk. Die alte Kirche wurde wahrscheinlich um 1250 gebaut. 1729 wurde das Kirchengebäude vergrößert. Das Glockenhaus und der Dachreiter wurde erst um 1840 angefügt. | 31218204 | Weitere Bilder |
| Rittergutsweg 2 52° 12′ 5″ N, 10° 24′ 40″ O | Kirchhof    | | 31218222 | BW             |
| Rittergutsweg 4 52° 12′ 6″ N, 10° 24′ 40″ O | Herrenhaus  | Rittergut Üfingen | 31218240 |                |
| Rittergutsweg 4 52° 12′ 9″ N, 10° 24′ 43″ O | Park        | | 31218261 | BW             |

#### Gruppe: Hofanlage Hauptstraße 41
Baudenkmal (Gruppe):

| Lage                                       | Bezeichnung              | Beschreibung | ID       | Bild |
| ------------------------------------------ | ------------------------ | ------------ | -------- | ---- |
| Hauptstraße 41 52° 12′ 8″ N, 10° 24′ 39″ O | Hofanlage Hauptstraße 41 |              | 39717541 | BW   |

Baudenkmale (Einzeln):

| Lage                                       | Bezeichnung | Beschreibung | ID       | Bild |
| ------------------------------------------ | ----------- | ------------ | -------- | ---- |
| Hauptstraße 41 52° 12′ 9″ N, 10° 24′ 39″ O | Wohnhaus    |              | 39717192 | BW   |
| Hauptstraße 41 52° 12′ 8″ N, 10° 24′ 40″ O | Stall       |              | 39717274 | BW   |
| Hauptstraße 41 52° 12′ 7″ N, 10° 24′ 39″ O | Scheune     |              | 39717257 | BW   |
| Hauptstraße 41 52° 12′ 8″ N, 10° 24′ 38″ O | Stall       |              | 39717231 | BW   |

### Gruppe: Zweigkanal Salzgitter
Baudenkmal (Gruppe):

| Lage                         | Bezeichnung           | Beschreibung | ID       | Bild           |
| ---------------------------- | --------------------- | ------------ | -------- | -------------- |
| 52° 12′ 32″ N, 10° 25′ 31″ O | Zweigkanal Salzgitter |              | 31191766 | Weitere Bilder |

Baudenkmale (Einzeln):

| Lage                                               | Bezeichnung     | Beschreibung                                                                                            | ID       | Bild |
| -------------------------------------------------- | --------------- | --- | -------- | ---- |
| Zweigkanal Salzgitter 52° 12′ 49″ N, 10° 25′ 24″ O | Schleusenanlage | | 31218364 | BW   |
| Zweigkanal Salzgitter 52° 12′ 51″ N, 10° 25′ 26″ O | Pumpenhaus      | | 31218385 | BW   |
| Zweigkanal Salzgitter 52° 12′ 58″ N, 10° 25′ 20″ O | Kanal           | Der Zweigkanal betrifft auch die Gemarkung Beddingen und in der Ortschaft Ost die Gemarkung Watenstedt. | 39042489 | BW   |
| Schleuse 7 52° 13′ 1″ N, 10° 25′ 25″ O             | Wohnhaus        | | 31218345 | BW   |
| Schleuse 5 52° 12′ 59″ N, 10° 25′ 25″ O            | Wohnhaus        | Schleusenwärterhaus                                                                                     | 31218324 | BW   |
| Schleuse 3/4 52° 12′ 58″ N, 10° 25′ 26″ O          | Wohnhaus        | Schleusenwärterhaus                                                                                     | 31218303 | BW   |
| Schleuse 1 52° 12′ 56″ N, 10° 25′ 27″ O            | Wohnhaus        | Schleusenwärterhaus                                                                                     | 31218282 | BW   |

### Baudenkmale (Einzeln)
| Lage                                        | Bezeichnung         | Beschreibung | ID       | Bild |
| ------------------------------------------- | ------------------- | ------------ | -------- | ---- |
| Hauptstraße 48 52° 12′ 11″ N, 10° 24′ 37″ O | Wohn-/Geschäftshaus |              | 31218137 | BW   |
| Hauptstraße 28 52° 12′ 5″ N, 10° 24′ 37″ O  | Wohnhaus            |              | 31218094 | BW   |
| Hauptstraße 61 52° 12′ 10″ N, 10° 25′ 7″ O  | Wohnhaus            |              | 31218160 | BW   |